# تشانغ ياني
تشانغ ياني (صينية: 长亚尼; بينيين: تشانغ يني؛ من مواليد 7 ديسمبر 2001) هي لاعبة غطس صينية، شاركت في دورة الألعاب الأولمبية الصيفية 2024 في باريس، فازت تشانغ مع اللاعبة تشن يي وين بأول ميداليات ذهبية أولمبية في حدث القفز 3 متر متزامن للسيدات في 28 يوليو 2024.